# Puerto General San Martín Vóley
O Puerto General San Martín Vóley,  é um clube poliesportivo argentino da cidade de Puerto General San Martín com destaque para o voleibol masculino que em 2009 ascendeu a elite nacional.

## Histórico
Em meados da década de 80 inicia as categorias de base, retornando em 2006, quando na temporada 2006-07 disputou a Liga A2 Argentina terminando com o vice-campeonato diante do GEBA liderada por Hugo Conte.
No período de 2007-08 conseguiu chegar a final da Liga A2 Argentina novamente diante do Ciclista Olímpico terminando com o vice-campeonato.,  e disputou a repescagem contra o Obras de San Juan , depois foi campeão na edição do período 2008-09 vencendo o Villa María Vóley
Na edição da Liga A1 Argentina de 2009-10 terminou na décima posição e disputou a repescagem diante do ultimo colocado da edição, o Instituto Carlos Pellegrini de Tucumán, obtendo a permanência; no período de 2010-11 terminou na oitava posição e avança até as quartas de final, repetindo o feito na edição da Liga A1 2011-12.
O melhor desempenho na Liga A1 ocorreu na temporada 2012-13 quando terminou na sétima posição e eliminado mais uma vez nas quartas de final, já na temporada seguinte terminou na décima posição com elenco mais jovem e com projeção futura, não disputou a temporada de 2014-15, retornando a Liga A1 na edição de 2015-16 terminando na oitava posição e nova eliminação nas quartas de final.Finalizou na décima primeira posição na Liga A1 2016-17 e também na 2017-18 , voltando a ocupar a décima posição na edição do período de 2018-19.

## Títulos conquistados
0 Campeonato Sul-Americano de Clubes
 0 Torneio Argentino Pré Sul-Americano
 0 Campeonato Argentino A1
 1 Campeonato Argentino A2
- Campeão:2008-09
- Finalista:2006-07 e 2007-08

 0Copa Máster
 0Copa Argentina
 0Copa Desafio
 0 Copa ACLAV